# Puy-de-Serre
Puy-de-Serre is een gemeente in het Franse departement Vendée (regio Pays de la Loire) en telt 320 inwoners (1999). De plaats maakt deel uit van het arrondissement Fontenay-le-Comte.

## Geografie
De oppervlakte van Puy-de-Serre bedraagt 14,0 km², de bevolkingsdichtheid is 22,9 inwoners per km².
De onderstaande kaart toont de ligging van Puy-de-Serre met de belangrijkste infrastructuur en aangrenzende gemeenten.

## Demografie
Onderstaande figuur toont het verloop van het inwonertal (bron: INSEE-tellingen).

1. ↑  Populations de référence 2022.